# Bartultovice
Bartultovice (též Žebrotice, německy Bartelsdorf, příp. Batzdorf nebo Bettelsdorf, polsky Bartultowice) je malá vesnice, část obce Vysoká v okrese Bruntál. Nachází se asi 1,5 km na sever od Vysoké. Prochází zde silnice I/57.
Bartultovice je také název katastrálního území o rozloze 3,6 km2.

## Historie
První písemná zmínka o obci pochází z roku 1267.
V letech 1850–1869 a od roku 1961 se vesnice stala součástí obce Vysoká a v letech 1880–1950 byla samostatnou obcí.

### Vývoj počtu obyvatel
Počet obyvatel Bartultovic podle sčítání nebo jiných úředních záznamů:
| Rok            | 1869 | 1880 | 1890 | 1900 | 1910 | 1921 | 1930 | 1950 | 1961 | 1970 | 1980 | 1991 | 2001 |
| -------------- | ---- | ---- | ---- | ---- | ---- | ---- | ---- | ---- | ---- | ---- | ---- | ---- | ---- |
| Počet obyvatel | 609  | 643  | 515  | 523  | 480  | 391  | 359  | 121  | 174  | 126  | 96   | 59   | 57   |
| Poznámka       | 1.   | 1.   | 1.   | 1.   | 1.   | 1.   | 1.   | 1.   | 1.   | 1.   |      |      |      |

V Bartultovicích je evidováno 39 adres : 38 čísel popisných (trvalé objekty) a 1 číslo evidenční (dočasné či rekreační objekty). Při sčítání lidu roku 2001 zde bylo napočteno 34 domů, z toho 22 trvale obydlených.

## Doprava
Obcí prochází silnice I/57, na které leží hraniční přechod Bartultovice-Trzebina s neomezenou tonáží. Jelikož obec leží v odlehlé oblasti Jeseníků, na Osoblažsku, neprojede zde příliš mnoho osobních automobilů ve srovnání s ostatními úseky silnic prvních tříd v Česku. Nicméně silnicí prochází hlavní tranzitní tah, tudíž je zde zaznamenána vyšší intenzita nákladních automobilů a kamionů.
Přes Bartultovice směřuje především tranzitní doprava do Opolského vojvodství (směr Nysa, či Opolí) jednak po silnici I/57 (ze Slovenska přes Vsetín, Nový Jičín, Opavu a Krnov) a také z Olomouce (přes Šternberk a Bruntál po silnici I/45). Jedná se de facto o největší hraniční přechod v Jeseníkách pro nákladní dopravu vzhledem ke své výhodné poloze na okraji Jeseníků. Spolu s hraničními přechody v Bohumíně, Českém Těšíně či Mostech u Jablunkova patří k nejvýznamnějším pro tranzitní dopravu v Moravskoslezském kraji.
Dalšími silniční hraniční přechody pro tranzitní dopravu v Jeseníkách jsou Mikulovice (u Jeseníku) a Bílý Potok (u Javorníku), nicméně ty nejsou tak moc frekventované nákladními automobily, především díky horší dopravní dostupnosti přes Červenohorské sedlo a Jeseník.

## Pamětihodnosti
- Smírčí kříž při bývalé cestě do Polska
- Boží muka při potoce